# WWE 아마게돈
아마게돈(Armageddon)는 WWE가 주관하였고, 1999년 신설되어 2008년을 끝으로 폐지된 페이퍼뷰이다.
2001년에는 9·11 테러의 영향으로 열리지 못하였고, WWE 벤전스가 대체되어 진행되었다.
2003년부터 2006년 WWE는 브랜드 분리의 일한으로 브랜드별 페이 퍼 뷰를 진행했다. 따라서 2003년에는 러 단독으로, 2004년부터 2006년까지는 스맥다운 단독으로 진행되었다가 2007년과 2008년은 다시 RAW와 스맥다운 브랜드가 합동으로 페이 퍼 뷰를 진행했다.

## 아마게돈 개최한 곳
| 날짜             | 개최한 곳  | 경기장                        | 관중수 | 메인 이벤트                                                                                                  |
| ---------------- | ---------- | ----------------------------- | ------ | --- |
| 1999년 12월 12일 | 선라이즈   | 내셔널 카 렌털시스템 센터     | 17,054 | 트리플 H vs. 미스터 맥마흔 (노 홀즈 바아드 매치)                                                             |
| 2000년 12월 10일 | 버밍햄     | 버밍햄-제퍼슨 컨벤션 콤플렉스 | 14,920 | 커트 앵글 vs. 스티브 오스틴 vs. 더락 vs. 트리플 H vs. 언더테이커 vs. 리키쉬 (WWE 챔피언십, 헬 인 어 셀 매치) |
| 2002년 12월 15일 | 선라이즈   | 오피스 디포 센터              | 9,000  | 숀 마이클스 vs. 트리플 H (월드 헤비웨이트 챔피언십, 쓰리 스테이지 오브 헬 매치)                              |
| 2003년 12월 14일 | 올랜도     | TD워터하우스 센터             | 12,672 | 골드버그 vs. 트리플 H vs. 케인 (월드 헤비웨이트 챔피언십, 트리플 쓰렛 매치)                                  |
| 2004년 12월 12일 | 덜루스     | 귀넷 센터                     | 5,000  | 존 브래드쇼 레이필드 vs. 언더테이커 vs. 에디 게레로 vs. 부커 T (WWE 챔피언십, 페이탈 4-웨이 매치)            |
| 2005년 12월 18일 | 프로비던스 | 던킨 도너츠 센터              | 8,000  | 언더테이커 vs. 랜디 오턴 (헬 인 어 셀 매치)                                                                  |
| 2006년 12월 17일 | 리치먼드   | 리치먼드 콜리시엄             | 8,200  | 바티스타 & 존 시나 vs. 핀레이 & 킹 부커 (태그팀 매치)                                                        |
| 2007년 12월 16일 | 피츠버그   | 멜론 아레나                   | 12,500 | 바티스타 vs. 언더테이커 vs. 에지 (월드 헤비웨이트 챔피언십, 트리플 쓰렛 매치)                                |
| 2008년 12월 14일 | 버펄로     | HSBC 아레나                   | 12,500 | 트리플 H vs. 에지 vs. 제프 하디 (WWE 챔피언십, 트리플 쓰렛 매치)                                             |